# FC Ursidos Chișinău
FC Ursidos Chișinău a fost un club de fotbal din Republica Moldova. Clubul a fost fondat în vara anului 2010.

## Istoric
Echipa și-a anunțat drept obiectiv primar promovarea în Divizia Națională. Pentru a atinge obiectivele propuse au fost recrutați o serie de jucători experimentați, care au jucat în diferiți ani în Divizia Națională. Cei mai experimentați din aceștia fiind Dumitru Gușilă (ex-Dacia), Vitalie Mardari (ex-Viitorul Orhei), Gheorghe Irimia și Sergiu și Vadim Istrati (toți ex-Sfintul Gheorghe Suruceni).
Pe 8 august 2010, Ursidos Chișinău și-a desfășurat primul său meci oficial jucând în deplasare cu Sfântul Gheorghe 2 Suruceni. "Urșii" au învins fără mari probleme marcând două goluri. Au urmat însă trei remize care au pus sub semn de întrebare potențialul echipei. Totuși, echipa și-a revenit și a început să evolueze mai bine.
Pe 22 septembrie 2010, s-a remarcat eliminând din Cupa Moldovei divizionara națională Dinamo Bender. "Urșii" ar fi putut chiar să treacă și mai departe în această competiție, însă au avut ghinionul de a întâlni în optimi chiar viitorii deținători ai trofeului - Iskra-Stali Rîbnița care a trecut greu de Ursidos marcând un gol norocos.
În primăvara lui 2011, echipa a declarat că noul manager va fi Gabriel Stati, președintele onorific al Daciei. De asemeni la postul de antrenorului a fost invitat specialistul român Gabi Stan, fost antrenor la Zimbru Chișinău. Drept urmare echipa a reușit spre final de sezon să încheie campionatul pe locul doi la doar un punct de Locomotiva Bălți. Echipa, însă, nu a putut promova în Divizia Națională întrucât nu a primit licența respectivă de la federația de profil, motivul fiind că echipa nu are un stadion propriu. În 2011, echipa FC Ursidos Chișinău a fuzionat cu FC Milsami Orhei, noul club fiind denumit FC Milsami-Ursidos.

## Lotul final al echipei
| Nr. |                   | Poziție | Jucător                |
| --- | ----------------- | ------- | ---------------------- |
|     | Republica Moldova | P       | Vadim Istrati          |
|     | Republica Moldova | P       | Mihail Ciobanu         |
|     | Republica Moldova | P       | Alexandru Chirilov     |
|     | Republica Moldova | F       | Maxim Sambra           |
|     | Republica Moldova | F       | Denis Rassulov         |
|     | Republica Moldova | F       | Igor Popov             |
|     | Republica Moldova | F       | Vitalie Mardari        |
|     | Republica Moldova | F       | Victor Iordachi        |
|     | Republica Moldova | M       | Constantin Sorocovschi |

| Nr. |                   | Poziție | Jucător         |
| --- | ----------------- | ------- | --------------- |
|     | Republica Moldova | M       | Mihail Robu     |
|     | Republica Moldova | M       | Ruslan Mihăilă  |
|     | Republica Moldova | M       | Anatoli Bucșanu |
|     | Republica Moldova | A       | Igor Morari     |
|     | Republica Moldova | A       | Sorin Chihai    |
|     | Republica Moldova |         | Dumitru Gușilă  |
|     | Republica Moldova |         | Gheorghe Irimia |
|     | Republica Moldova |         | Sergiu Istrat   |

## Istoric evoluții
| Sezon   | Div. | Loc  | MJ | V  | E  | Î | GM | GP | P  | Cupă               | Golgheter (campionat) | Antrenor     |
| ------- | ---- | ---- | -- | -- | -- | - | -- | -- | -- | ------------------ | --------------------- | ------------ |
| 2010–11 | "A"  | 2/15 | 28 | 16 | 10 | 2 | 63 | 17 | 58 | Sferturi de finală |                       | Gabriel Stan |